# Hieracium nanelliceps
Hieracium nanelliceps es una especie de planta con flor del género Hieracium, de la familia Asteraceae, orden Asterales.

## Distribución
Hieracium nanelliceps se distribuye por Noruega.

## Taxonomía
Fue descrita científicamente por Omang.